# Turn-Europameisterschaften 2015
| 6. Turn-Europameisterschaften im Einzel | 6. Turn-Europameisterschaften im Einzel |
| --------------------------------------- | --------------------------------------- |
|                                         |                                         |
| Veranstaltungsort                       | Montpellier (Frankreich)                |
| Teilnehmende Länder                     | 39                                      |
| Teilnehmende Athleten                   | 266                                     |
| Wettbewerbe                             | 12                                      |
| Eröffnung                               | 15. April 2015                          |
| Abschluss                               | 19. April 2015                          |
| Chronik                                 |                                         |
| ← Turn-EM 2013                          | Turn-EM 2017 →                          |

Die sechsten Turn-Europameisterschaften im Einzel fanden vom 15. bis 19. April 2015 in Montpellier statt. Veranstaltungsort war die Park&Suites Arena.
Montpellier richtete nach den Turn-Europameisterschaften 2012 der Männer zum zweiten Mal die kontinentalen Titelkämpfe aus.

## Wettkampf-Programm
| Datum          | Zeit  | Disziplin              |
| -------------- | ----- | ---------------------- |
| 15. April 2015 | 10:30 | Qualifikation Männer   |
| 16. April 2015 | 10:30 | Qualifikation Frauen   |
| 17. April 2015 | 13:00 | Mehrkampffinale Männer |
| 17. April 2015 | 14:30 | Mehrkampffinale Frauen |
| 18. April 2015 | 14:30 | Einzelfinals Tag 1     |
| 19. April 2015 | 14:30 | Einzelfinals Tag 2     |

## Medaillengewinner
| Disziplin       | Gold                   | Silber                            | Bronze             |
| --------------- | ---------------------- | --------------------------------- | ------------------ |
| Männer          |                        |                                   |                    |
| Einzelmehrkampf | Oleh Wernjajew         | Dawid Beljawski                   | Daniel Purvis      |
| Bodenturnen     | Kristian Thomas        | Dawid Beljawski                   | Pablo Brägger      |
| Seitpferd       | Louis Smith            | Harutjun Merdinjan                | Alberto Busnari    |
| Ringe           | Eleftherios Petrounias | Denis Abljasin Samir Aït Saïd     |                    |
| Sprung          | Nikita Nagorny         | Denis Abljasin Ihor Radiwilow     |                    |
| Barren          | Oleh Wernjajew         | Christian Baumann Marius Berbecar |                    |
| Reck            | Marijo Možnik          | Sam Oldham                        | Vlasis Maras       |
| Frauen          |                        |                                   |                    |
| Einzelmehrkampf | Giulia Steingruber     | Marija Charenkova                 | Elli Downie        |
| Sprung          | Marija Passeka         | Giulia Steingruber                | Xenija Afanassjewa |
| Stufenbarren    | Darja Spiridonowa      | Becky Downie                      | Sanne Wevers       |
| Schwebebalken   | Andreea Munteanu       | Becky Downie                      | Claire Martin      |
| Bodenturnen     | Xenija Afanassjewa     | Claudia Fragapane                 | Giulia Steingruber |

## Teilnehmer
Pro Nation konnten 6 Männer und 4 Frauen an den Start gehen.
Teilnehmende Länder mit Zahl der Aktiven (Männer/Frauen):
| - Armenien (6/1) - Aserbaidschan (4/4) - Belgien (6/-) - Bulgarien (3/2) - Dänemark (4/4) - Deutschland (6/4) - Finnland (6/2) - Frankreich (6/4) - Griechenland (6/4) - Georgien (2/1) - Irland (4/4) - Island (4/4) - Israel (5/3) | - Italien (6/4) - Kroatien (6/-) - Lettland (4/4) - Litauen (4/2) - Luxemburg (1/-) - Monaco (1/-) - Niederlande (6/2) - Norwegen (3/4) - Österreich (3/2) - Polen (3/2) - Portugal (2/2) - Rumänien (6/4) - Russland (6/4) | - Schweden (4/3) - Schweiz (6/4) - Slowakei (1/1) - Slowenien (6/2) - Spanien (6/4) - Tschechien (4/2) - Türkei (6/3) - Ukraine (6/2) - Ungarn (4/4) - Vereinigtes Königreich (6/4) - Belarus (5/2) - Zypern (4/-) |

### Deutsche Mannschaft
- Frauen: Kim Janas, Pauline Schäfer, Michelle Timm, Pauline Tratz
- Männer: Lukas Dauser, Waldemar Eichorn, Matthias Fahrig, Christopher Jursch,  Sebastian Krimmer, Helge Liebrich

### Schweizerische Mannschaft
- Frauen: Caterina Barloggio, Jessica Diacci, Ilaria Käslin, Giulia Steingruber
- Männer: Christian Baumann, Pablo Brägger, Pascal Bucher, Claudio Capelli, Benjamin Gischard, Marco Rizzo

### Österreichische Mannschaft
- Frauen: Lisa Ecker, Jasmin Mader
- Männer: David Kathan, Dirk Kathan, Johannes Schwab

## Ergebnisse

### Mehrkampf
| Rang | Athlet            | Boden  |        | Ringe  | Sprung | Barren |        | Gesamt |
| ---- | ----------------- | ------ | ------ | ------ | ------ | ------ | ------ | ------ |
|      | Oleh Wernjajew    | 14.400 | 15.000 | 15.233 | 14.933 | 16.116 | 13.900 | 89.582 |
|      | Dawid Beljawski   | 14.900 | 13.566 | 14.533 | 15.100 | 15.566 | 14.466 | 88.131 |
|      | Daniel Purvis     | 14.933 | 14.566 | 14.433 | 14.691 | 15.000 | 13.800 | 87.423 |
| 4    | Artur Dawtjan     | 14.141 | 14.483 | 14.566 | 15.133 | 14.541 | 13.500 | 86.364 |
| 5    | Oleh Stepko       | 14.500 | 14.600 | 13.858 | 14.600 | 15.166 | 13.500 | 86.224 |
| 6    | Sam Oldham        | 14.766 | 14.666 | 13.966 | 14.566 | 13.433 | 14.791 | 86.188 |
| 7    | Dzimitry Barkalau | 13.633 | 13.891 | 14.100 | 14.433 | 14.366 | 14.533 | 84.956 |
| 8    | Christian Baumann | 14.266 | 13.866 | 14.066 | 13.958 | 14.933 | 13.866 | 84.955 |
| 9    | Petro Pachnjuk    | 14.100 | 14.600 | 13.841 | 14.200 | 14.533 | 13.633 | 84.840 |
| 10   | Claudio Capelli   | 15.066 | 13.133 | 13.700 | 14.421 | 14.966 | 12.500 | 84.606 |

| Rang | Athletin            | Sprung |        | Balken | Boden  | Gesamt |
| ---- | ------------------- | ------ | ------ | ------ | ------ | ------ |
|      | Giulia Steingruber  | 15.266 | 13.666 | 14.375 | 14.566 | 57.873 |
|      | Marija Charenkova   | 13.933 | 14.066 | 15.000 | 14.133 | 57.132 |
|      | Ellie Downie        | 14.833 | 14.233 | 13.891 | 13.666 | 56.623 |
| 4    | Erika Fasana        | 14.533 | 13.500 | 13.941 | 14.500 | 56.474 |
| 5    | Marta Pihan-Kulesza | 13.733 | 13.966 | 13.333 | 14.166 | 55.198 |
| 6    | Claudia Fragapane   | 14.533 | 13.400 | 12.433 | 14.533 | 54.899 |
| 7    | Laura Jurca         | 14.766 | 12.866 | 13.500 | 13.733 | 54.865 |
| 8    | Ana Filipa Martins  | 13.833 | 13.733 | 13.300 | 13.833 | 54.699 |
| 9    | Martina Rizzelli    | 14.333 | 13.900 | 13.100 | 13.333 | 54.666 |
| 10   | Diana Bulimar       | 13.766 | 13.533 | 13.666 | 13.666 | 54.631 |

### Gerätefinals Männer
| Rang | Athlet                   | Punkte |
| ---- | ------------------------ | ------ |
|      | Kristian Thomas          | 15.166 |
|      | Dawid Beljawski          | 15.066 |
|      | Pablo Brägger            | 14.941 |
| 4    | Alexander Shatilov       | 14.933 |
| 5    | Rayderley Zapata Santana | 14.900 |
| 6    | Bart Deurloo             | 14.866 |
| 7    | Tomislav Markovic        | 14.833 |
| 8    | Andrej Korosteljev       | 12.433 |

| Rang | Athlet             | Punkte |
| ---- | ------------------ | ------ |
|      | Louis Smith        | 15.800 |
|      | Harutjun Merdinjan | 15.333 |
|      | Alberto Busnari    | 15.200 |
| 4    | Robert Seligman    | 15.000 |
| 5    | Vid Hidvégi        | 14.900 |
| 6    | Oleh Stepko        | 14.666 |
| 7    | Dmitrijs Trefilovs | 14.108 |
| 8    | Matwei Petrow      | 13.033 |

| Rang | Athlet                 | Punkte |
| ---- | ---------------------- | ------ |
|      | Eleftherios Petrounias | 15.866 |
|      | Denis Abljasin         | 15.566 |
|      | Samir Ait Said         | 15.566 |
| 4    | Yuri van Gelder        | 15.533 |
| 5    | Vahagn Dawtjan         | 15.333 |
| 6    | Matteo Morandi         | 15.300 |
|      | Artur Towmasjan        | 15.300 |
| 8    | Courtney Tulloch       | 15.233 |

| Rang | Athlet            | Punkte |
| ---- | ----------------- | ------ |
|      | Nikita Nagorny    | 15.099 |
|      | Denis Abljasin    | 15.083 |
|      | Ihor Radiwilow    | 15.083 |
| 4    | Artur Dawtjan     | 14.783 |
| 5    | Kristian Thomas   | 14.499 |
| 6    | Benjamin Gischard | 14.183 |
| 7    | Andrey Medvedev   | 13.833 |
| 8    | Matthias Fahrig   | 13.666 |

| Rang | Athlet               | Punkte |
| ---- | -------------------- | ------ |
|      | Oleh Wernjajew       | 15.866 |
|      | Marius Berbecar      | 15.300 |
|      | Christian Baumann    | 15.300 |
| 4    | Oleh Stepko          | 15.266 |
| 5    | Andrei Muntean       | 15.133 |
| 6    | Petro Pachnjuk       | 14.966 |
| 7    | Ferhat Arıcan        | 13.833 |
| 8    | Aliaksandr Tsarevich | 12.733 |

| Rang | Athlet               | Punkte |
| ---- | -------------------- | ------ |
|      | Marijo Možnik        | 14.833 |
|      | Sam Oldham           | 14.766 |
|      | Vlasis Maras         | 14.666 |
| 4    | Aliaksandr Tsarevich | 14.633 |
| 5    | Alexander Shatilov   | 14.566 |
| 6    | Kristian Thomas      | 14.033 |
| 7    | Axel Augis           | 13.766 |
| 8    | Pablo Brägger        | 12.433 |
| 9    | Dzmitri Barkalau     | 12.033 |

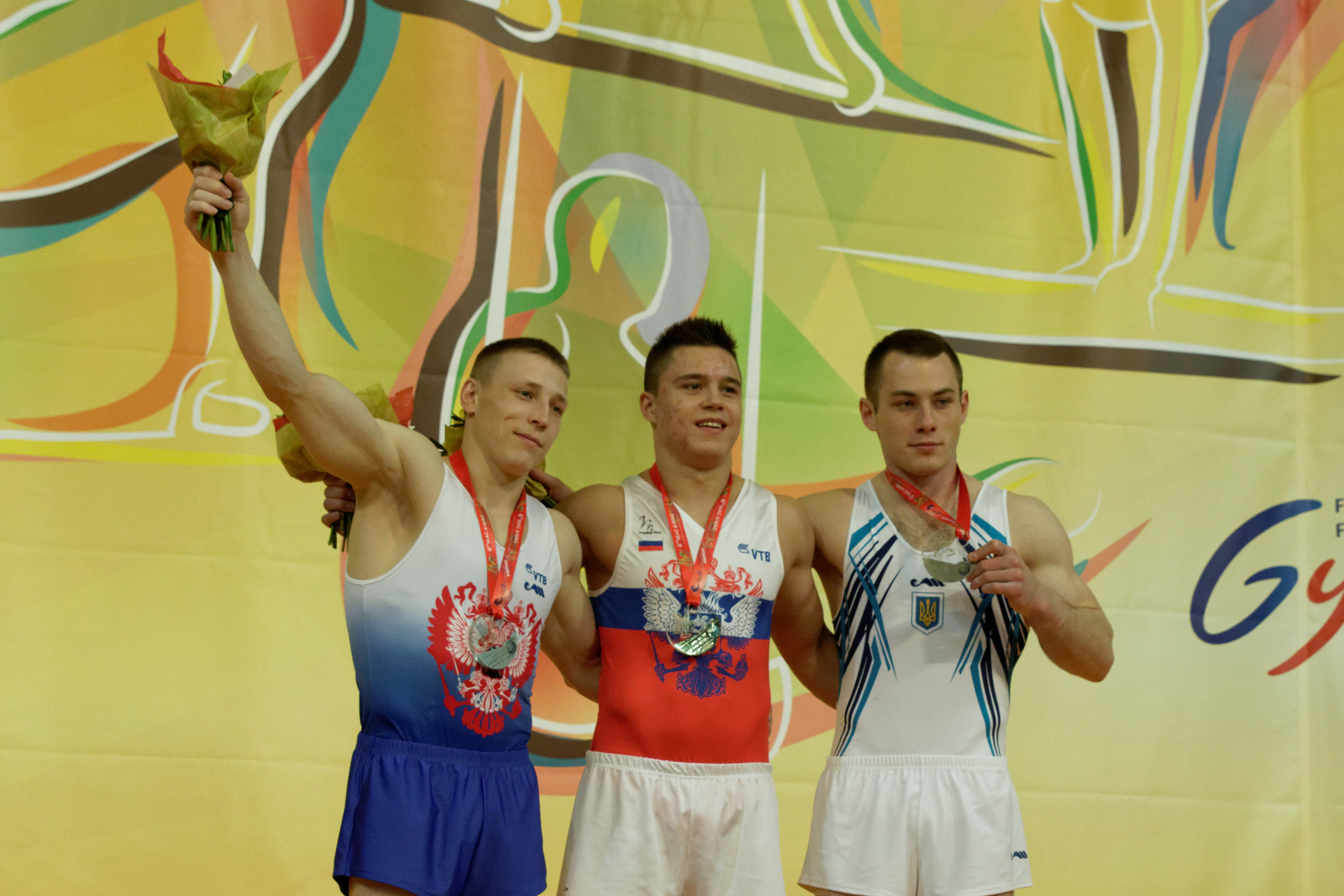
Siegerehrung Sprung
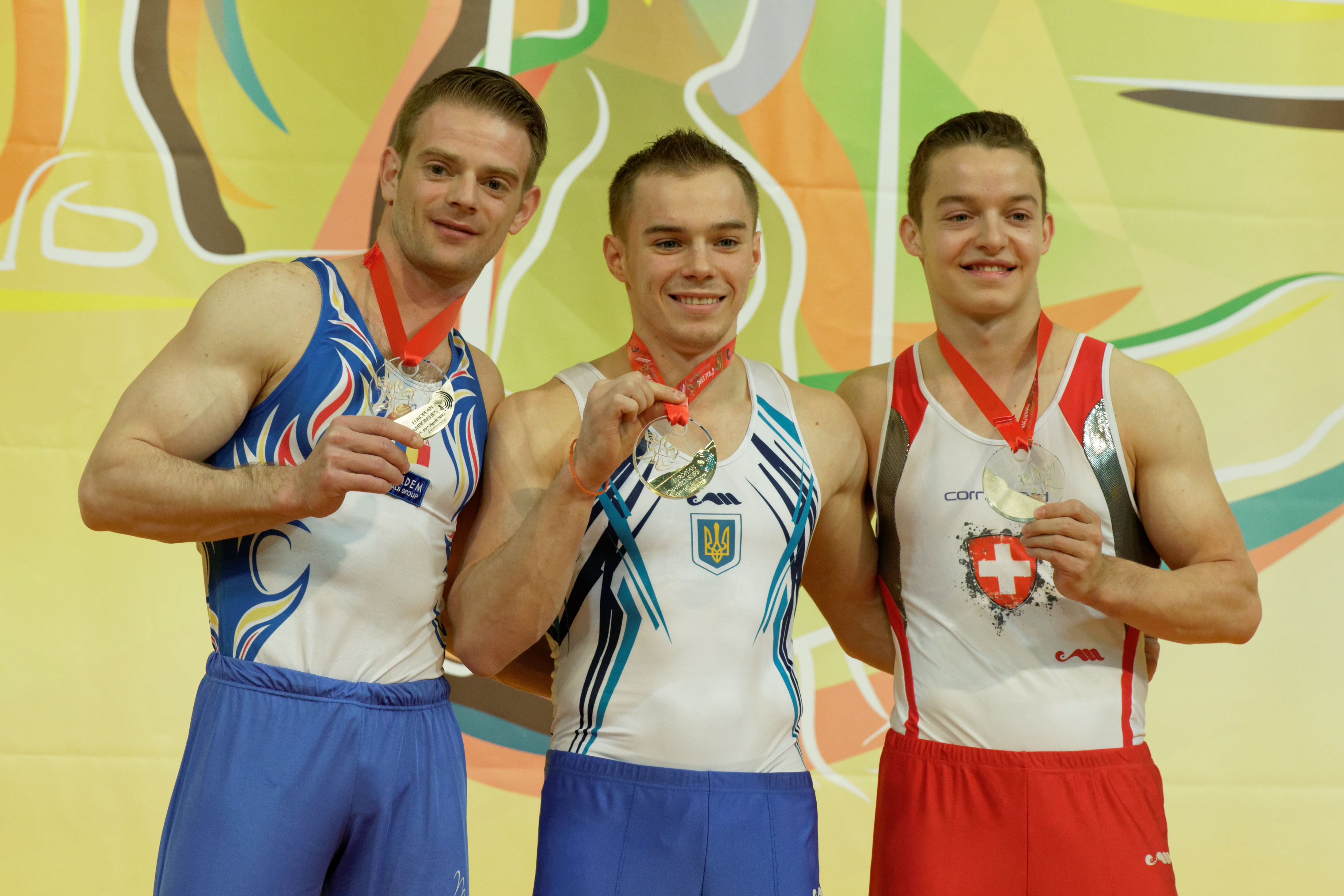
Siegerehrung Barren
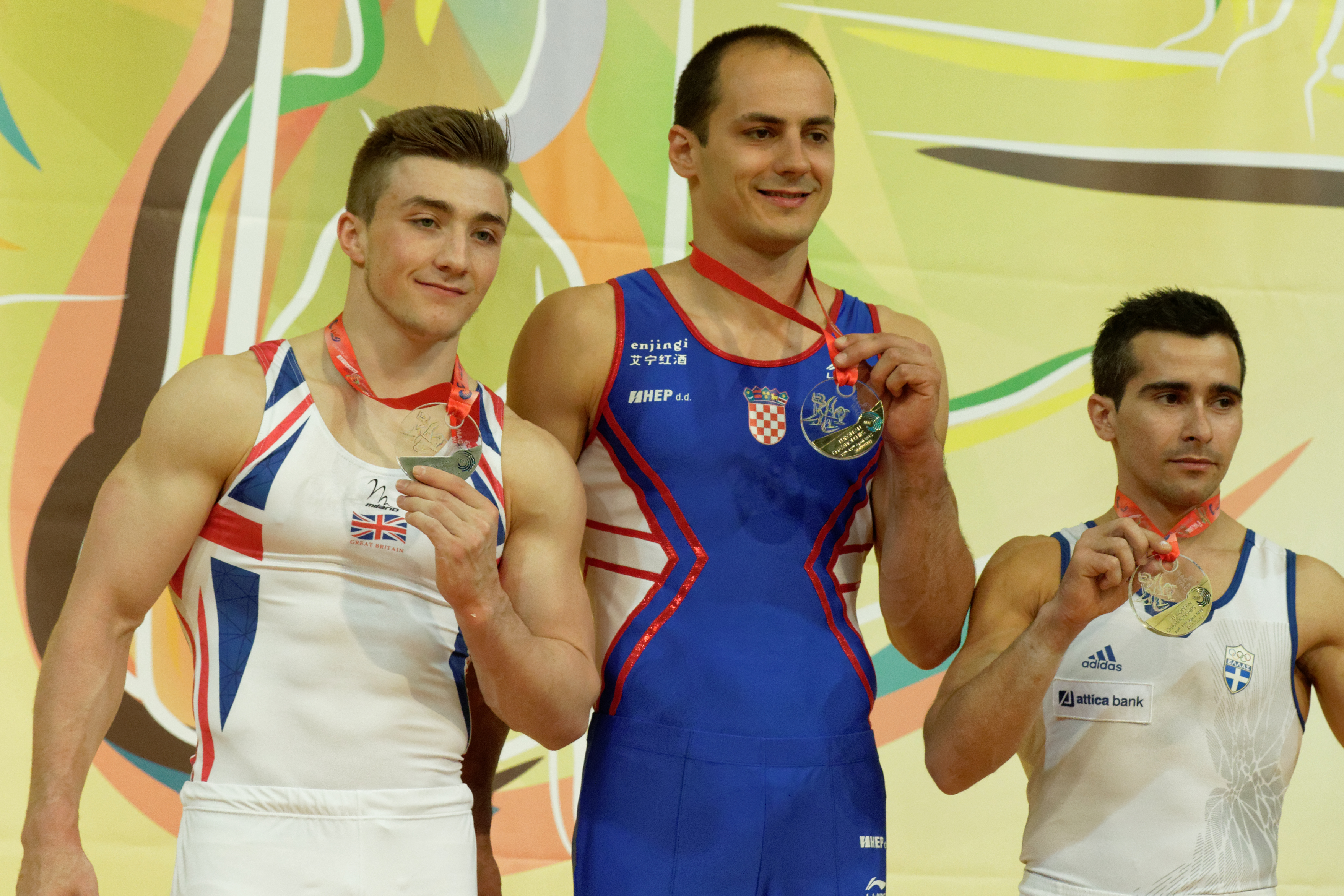
Siegerehrung Reck

### Gerätefinals Frauen
| Rang | Athletin           | Punkte |
| ---- | ------------------ | ------ |
|      | Marija Passeka     | 15.250 |
|      | Giulia Steingruber | 15.149 |
|      | Xenija Afanassjewa | 14.866 |
| 4    | Noel van Klaveren  | 14.583 |
| 5    | Elissa Downie      | 14.516 |
| 6    | Claudia Fragapane  | 14.083 |
| 7    | Camille Bahl       | 14.066 |
| 8    | Teja Belak         | 13.216 |

| Rang | Athletin           | Punkte |
| ---- | ------------------ | ------ |
|      | Darja Spiridonowa  | 15.466 |
|      | Becky Downie       | 15.233 |
|      | Sanne Wevers       | 14.200 |
| 4    | Elissa Downie      | 14.100 |
| 5    | Martina Rizzelli   | 13.933 |
| 6    | Giulia Steingruber | 13.766 |
| 7    | Marija Charenkova  | 13.433 |
| 8    | Loan His           | 11.666 |

| Rang | Athletin          | Punkte |
| ---- | ----------------- | ------ |
|      | Andreea Munteanu  | 14.366 |
|      | Becky Downie      | 14.300 |
|      | Claire Martin     | 14.200 |
| 4    | Claudia Fragapane | 13.900 |
| 5    | Vasiliki Millousi | 13.233 |
| 6    | Marija Charenkowa | 13.200 |
| 7    | Pauline Schäfer   | 13.100 |
| 8    | Sanne Wevers      | 11.900 |

| Rang | Athletin            | Punkte |
| ---- | ------------------- | ------ |
|      | Xenija Afanassjewa  | 14.733 |
|      | Claudia Fragapane   | 14.633 |
|      | Giulia Steingruber  | 14.466 |
| 4    | Erika Fasana        | 14.300 |
| 5    | Marta Pihan-Kulesza | 14.233 |
| 6    | Amy Tinkler         | 14.000 |
| 7    | Marija Charenkowa   | 13.933 |
| 8    | Andreea Munteanu    | 13.866 |

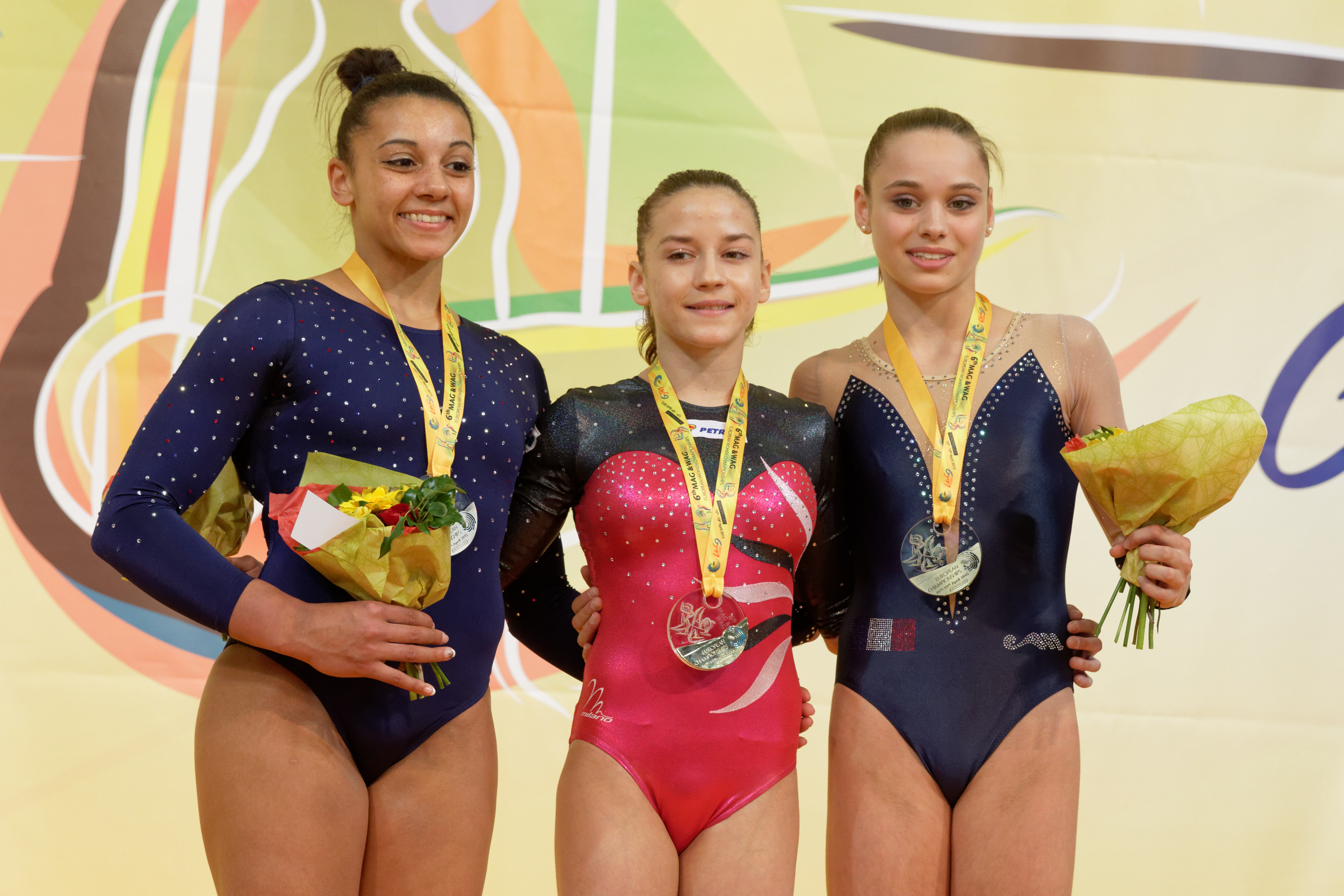
Siegerehrung Balken
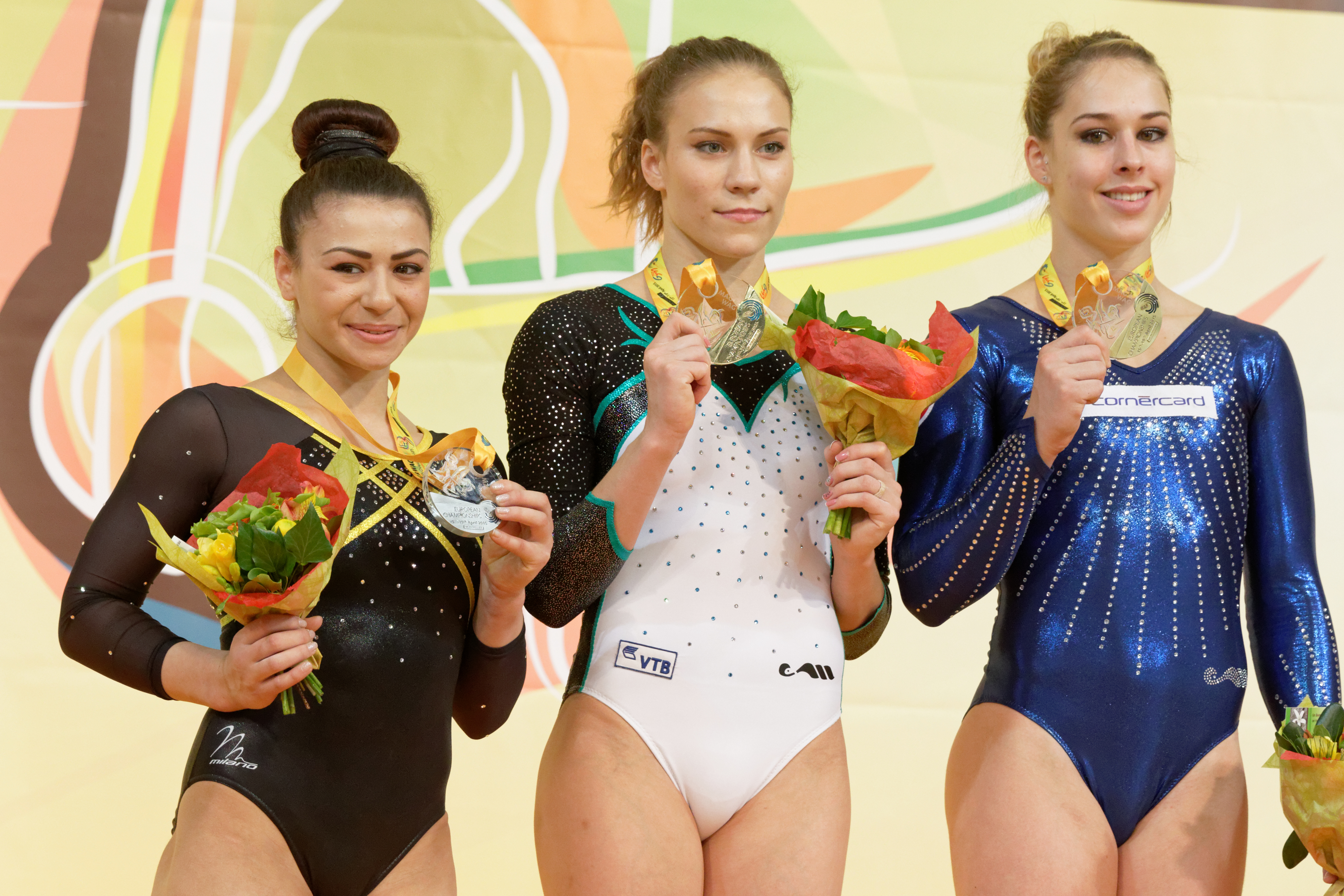
Siegerehrung Boden

## Medaillenspiegel
Endstand nach 12 von 12 Wettbewerben
|      |                        |      |        |        |        |
| Rang | Land                   | Gold | Silber | Bronze | Gesamt |
| 1    | Vereinigtes Königreich | 2    | 1      | 1      | 4      |
| 2    | Ukraine                | 2    | 1      | 0      | 3      |
| 3    | Russland               | 1    | 4      | 0      | 5      |
| 4    | Griechenland           | 1    | 0      | 1      | 2      |
| 5    | Kroatien               | 1    | 0      | 0      | 1      |
| 6    | Schweiz                | 0    | 1      | 1      | 2      |
| 7    | Armenien               | 0    | 1      | 0      | 1      |
|      | Frankreich             | 0    | 1      | 0      | 1      |
|      | Rumänien               | 0    | 1      | 0      | 1      |
| 10   | Italien                | 0    | 0      | 1      | 1      |

|      |                        |      |        |        |        |
| Rang | Land                   | Gold | Silber | Bronze | Gesamt |
| 1    | Russland               | 3    | 1      | 1      | 5      |
| 2    | Schweiz                | 1    | 1      | 1      | 3      |
| 3    | Rumänien               | 1    | 0      | 0      | 1      |
| 4    | Vereinigtes Königreich | 0    | 3      | 1      | 4      |
| 5    | Niederlande            | 0    | 0      | 1      | 1      |
|      | Frankreich             | 0    | 0      | 1      | 1      |

|      |                        |      |        |        |        |
| Rang | Land                   | Gold | Silber | Bronze | Gesamt |
| 1    | Russland               | 4    | 5      | 1      | 10     |
| 2    | Vereinigtes Königreich | 2    | 4      | 2      | 8      |
| 3    | Ukraine                | 2    | 1      | 0      | 3      |
| 4    | Schweiz                | 1    | 2      | 2      | 5      |
| 5    | Rumänien               | 1    | 1      | 0      | 2      |
| 6    | Griechenland           | 1    | 0      | 1      | 2      |
| 7    | Kroatien               | 1    | 0      | 0      | 1      |
| 8    | Frankreich             | 0    | 1      | 1      | 2      |
| 9    | Armenien               | 0    | 1      | 0      | 1      |
| 10   | Italien                | 0    | 0      | 1      | 1      |
|      | Niederlande            | 0    | 0      | 1      | 1      |